# Кувольсан
Кувольсан (кор. 구월산, 九月山, Guwolsan, Kuwŏlsan) — гора в провинции Хванхэ-Намдо, Северная Корея. Гора является излюбленным местом летнего отдыха жителей Северной Кореи. Высота главного пика — 954 метра над уровнем моря. Менее высокие пики — Обон (859 метра), Самбон (615), Чугобон (823). Название в переводе с корейского языка означает «Гора девятого месяца» (имеется в виду лунный календарь). Расположена в непосредственной близости от главной реки региона — Тэдонгана. Расстояние до Пхеньяна — 65 километров. По горе проложено несколько маршрутов для занятия горным туризмом.
Главная достопримечательность горы — древний буддийский храм Вольджонса (основан в IX веке).